# 901 Brunsia
Brunsia (asteroide 901) é um asteroide da cintura principal, a 1,7310425 UA. Possui uma excentricidade de 0,2215654 e um período orbital de 1 211,21 dias (3,32 anos).
Brunsia tem uma velocidade orbital média de 19,97330477 km/s e uma inclinação de 3,44429º.
Este asteroide foi descoberto em 30 de Agosto de 1918 por Max Wolf.